# موزه باستان شناسی مشگین شهر
موزه باستان‌شناسی مشگین‌شهر با بیش از ۵۰۰ اثر از غنی‌ترین موزه‌های شمال غرب ایران است که در آن تمدن و تاریخ یک میلیون ساله‌و ۵ هزار سال قبل از میلاد مسیح که از قدیمی‌ترین تاریخ اکتشافات باستان‌شناسی محسوب می‌شود.اشیای مختلف تاریخی از جمله نفیس ترین جام ایران باستان که از آن به عنوان جامی هم ارزش با جام مارلیک ، سکه‌ها و مسکوکات و زیورآلات زنان، ادوات جنگلی که از استخوان و فلز ساخته شده تا دست بافته‌های مختلف در طول تاریخ و همچنین آثار شیشه‌ای و بشقاب‌ها و ظروف به دست آمده از محوطه شهریئری و سفالینه‌های کوزه، خمره، کاسه لیوان ظروف آشپزخانه، اشیای فلزی، زیورآلات زنان از جنس طلا و ابزارآلات جنگلی همچون شمشیر و پیکان و ابزار استخوانی و انواع مهره و منجوق از سنگ‌های قیمتی، سنگ شیشه و تکه‌های تاریخی در این موزه نگهداری میشود.
جام طلایی مشگین‌شهربا قدمت سه هزار سال و مربوط به هزاره اول و قبل از عصر آهن در این موزه نگهداری میشود.

## نگارخانه
موزه فعلی مشگین شهر در محل اداره میراث فرهنگی مشگین شهر واقع در میدان دادگستری قرار داشته و پس از تکمیل محل دایمی موزه مشگین شهر واقع در محوطه آرامگاه شیخ حیدر مشگین شهر در مرکز شهر بدانجا منتقل خواهد شد.

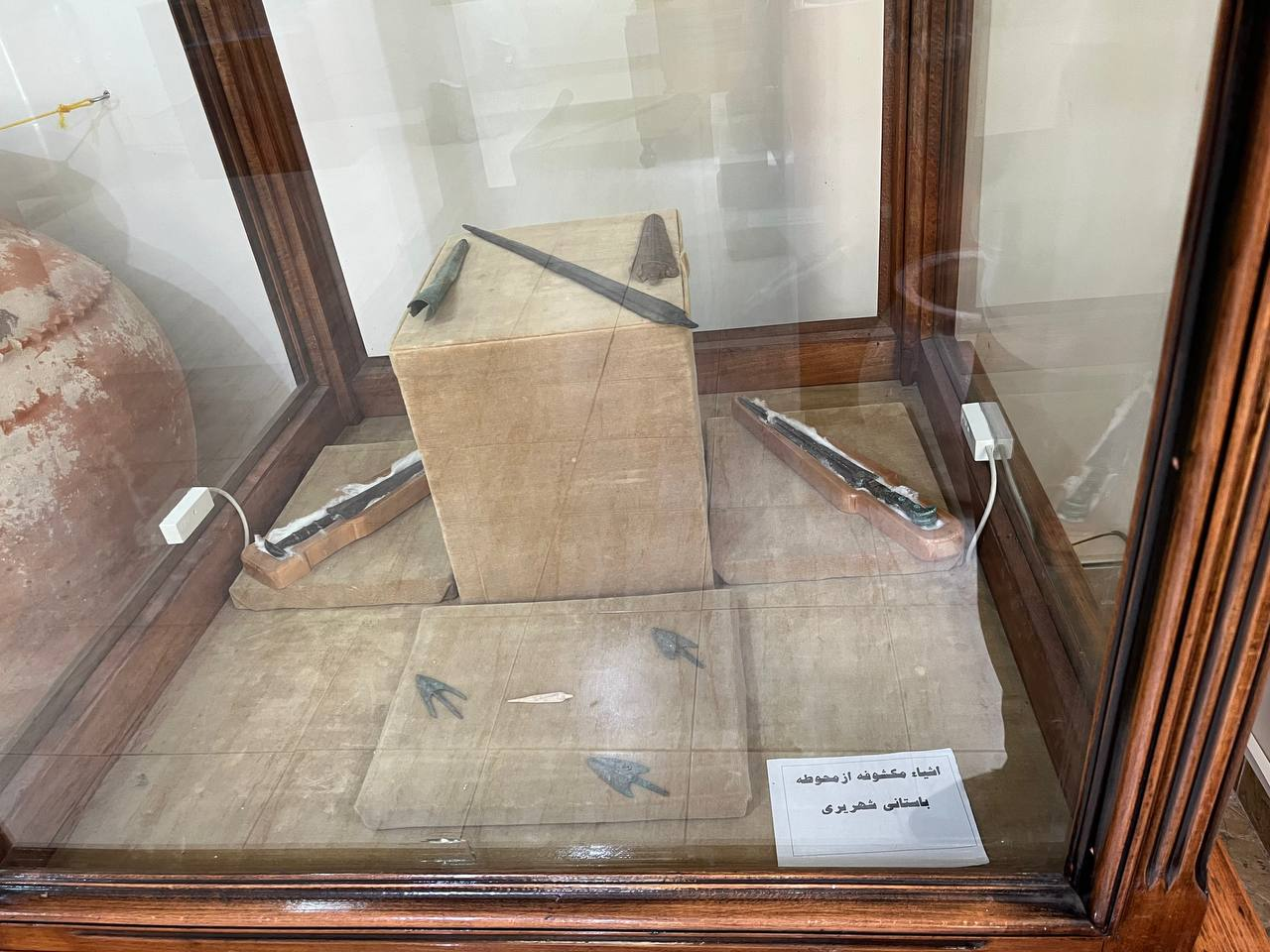
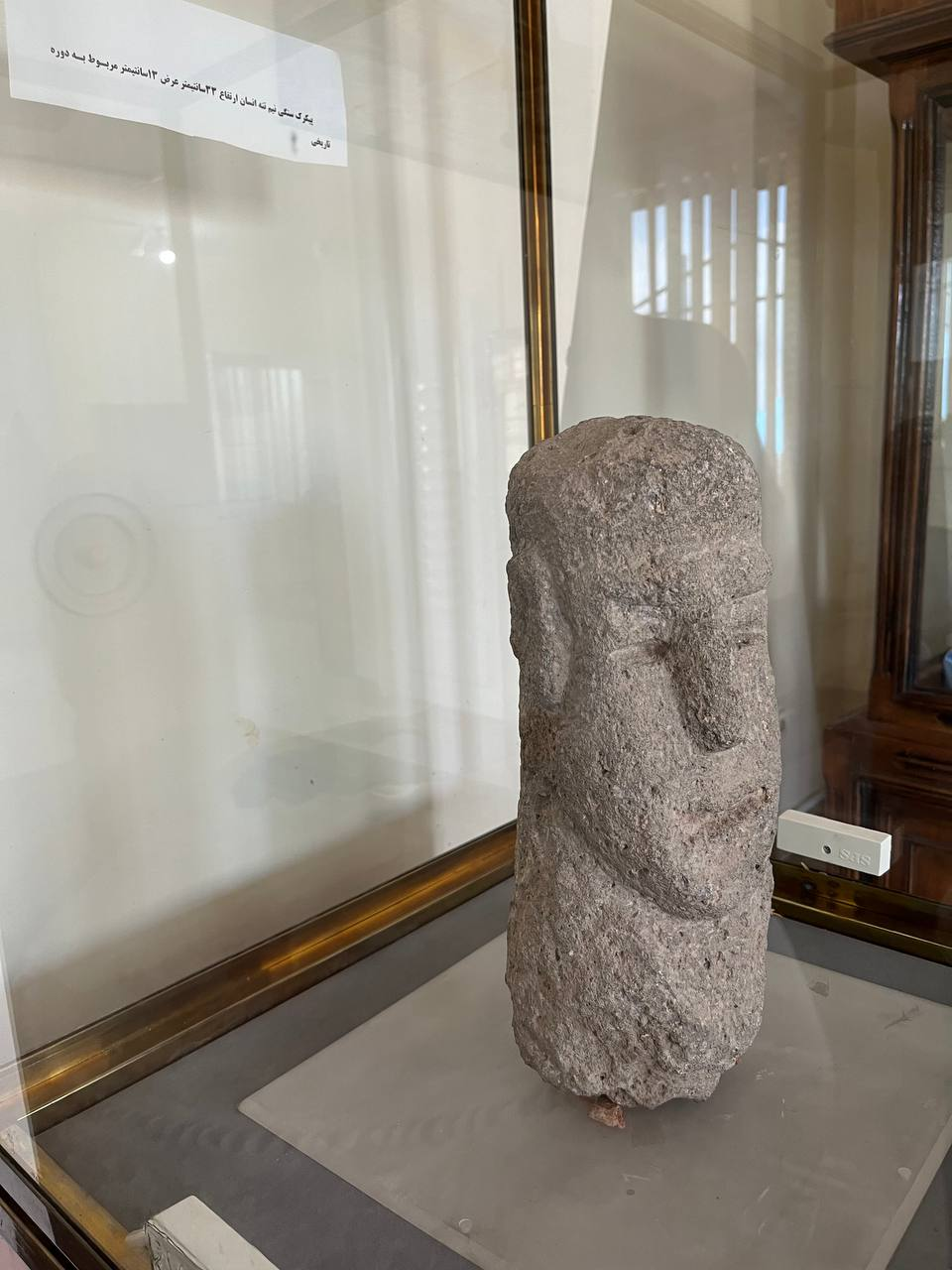
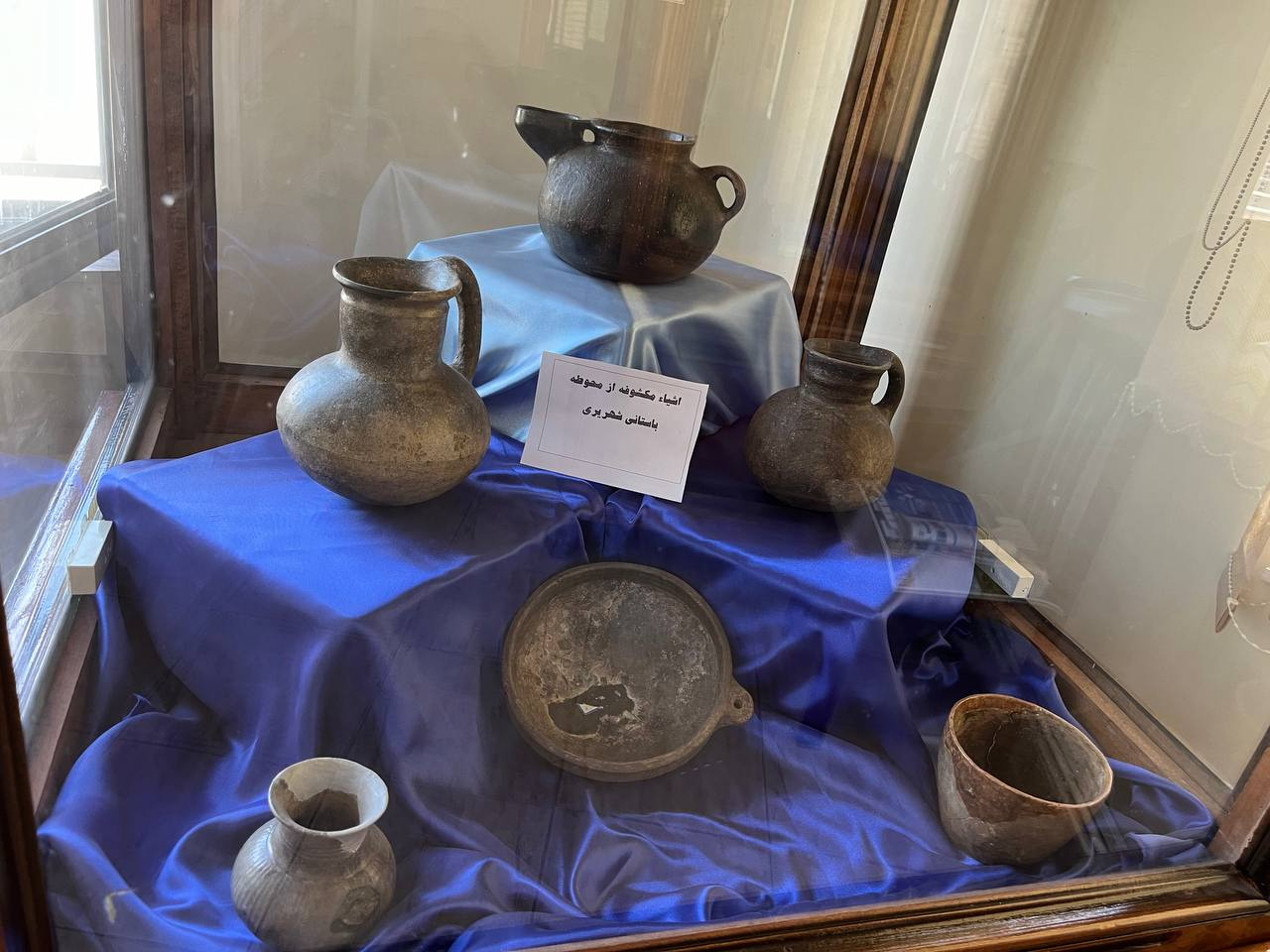
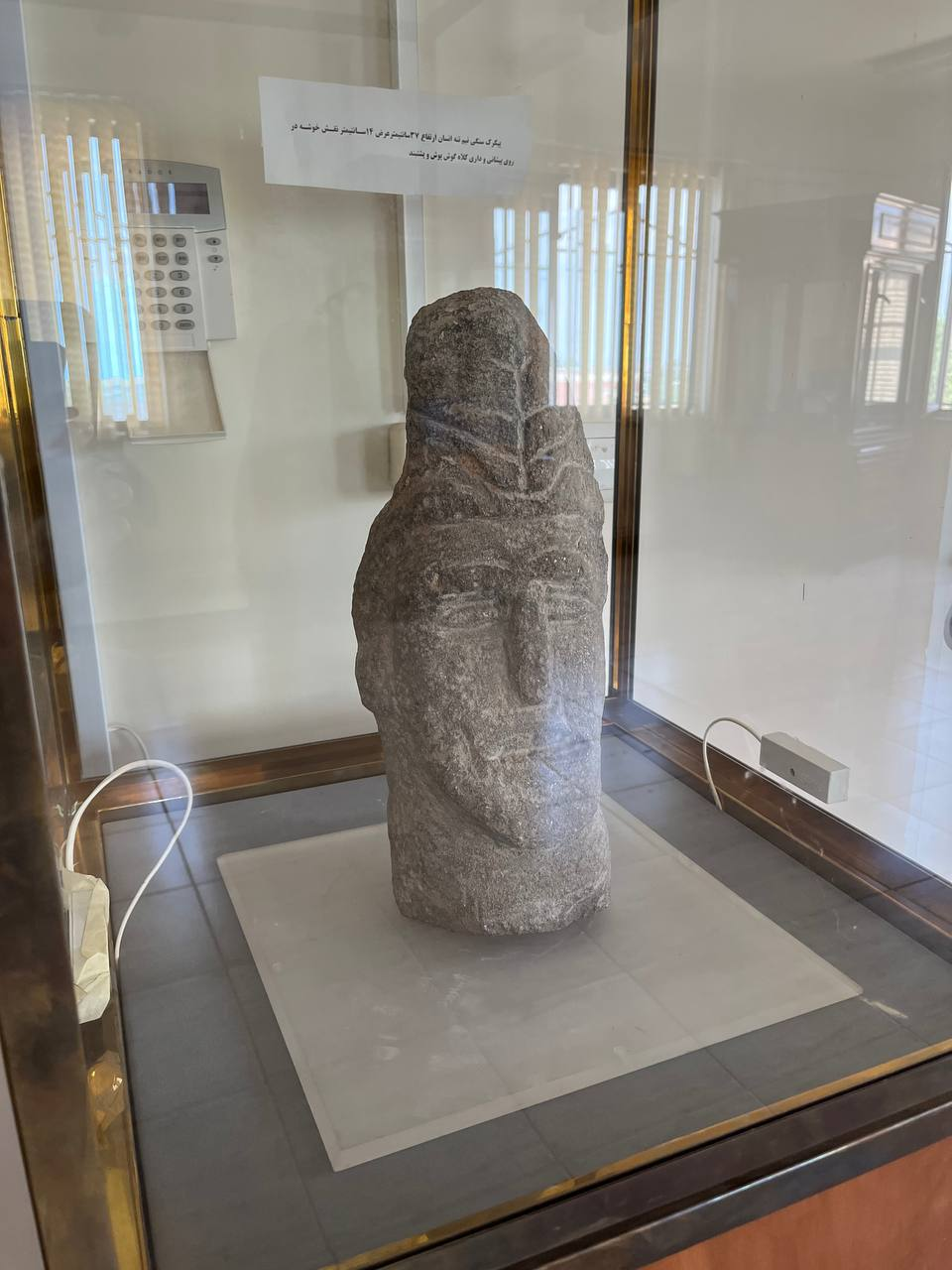
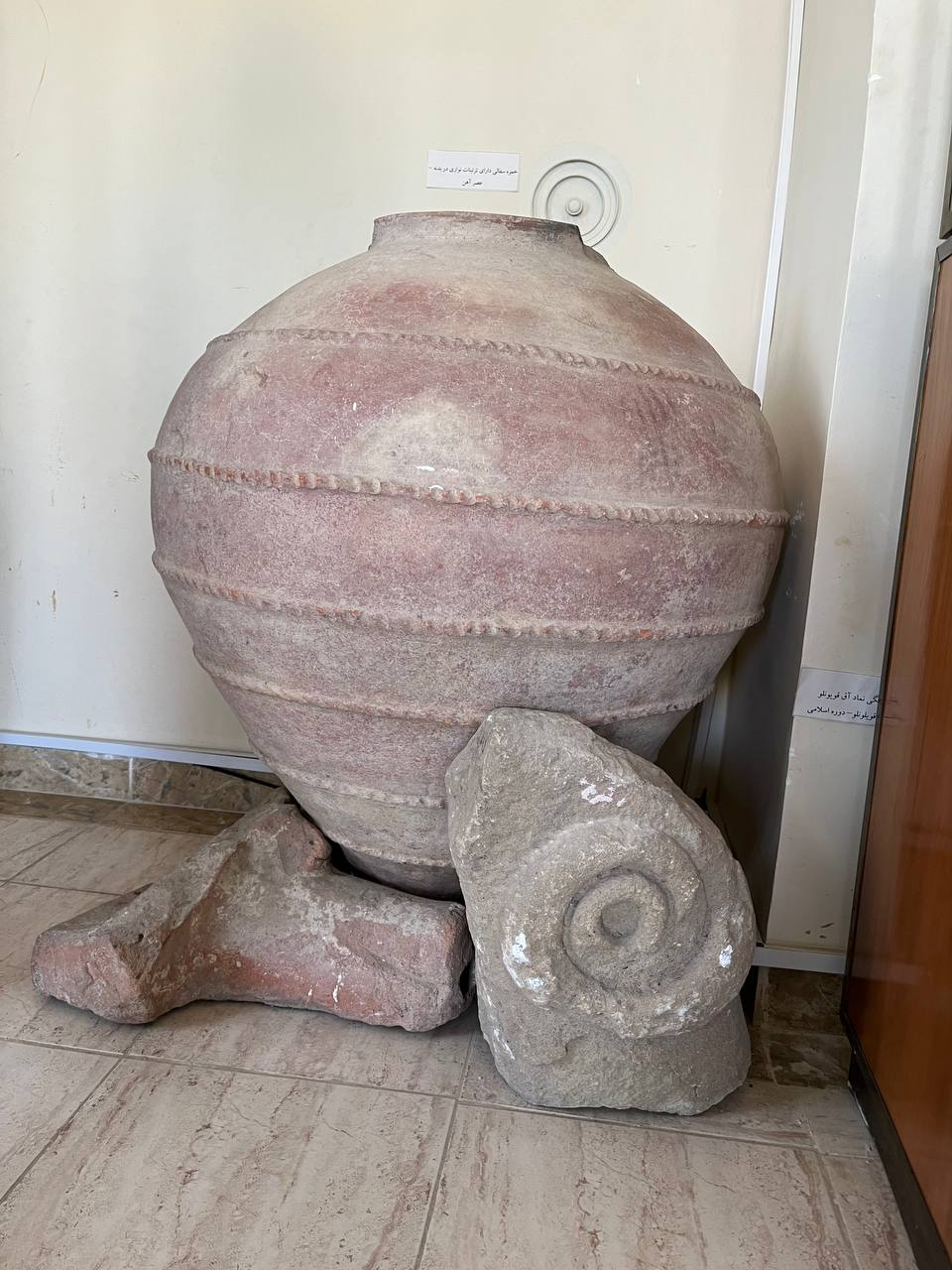
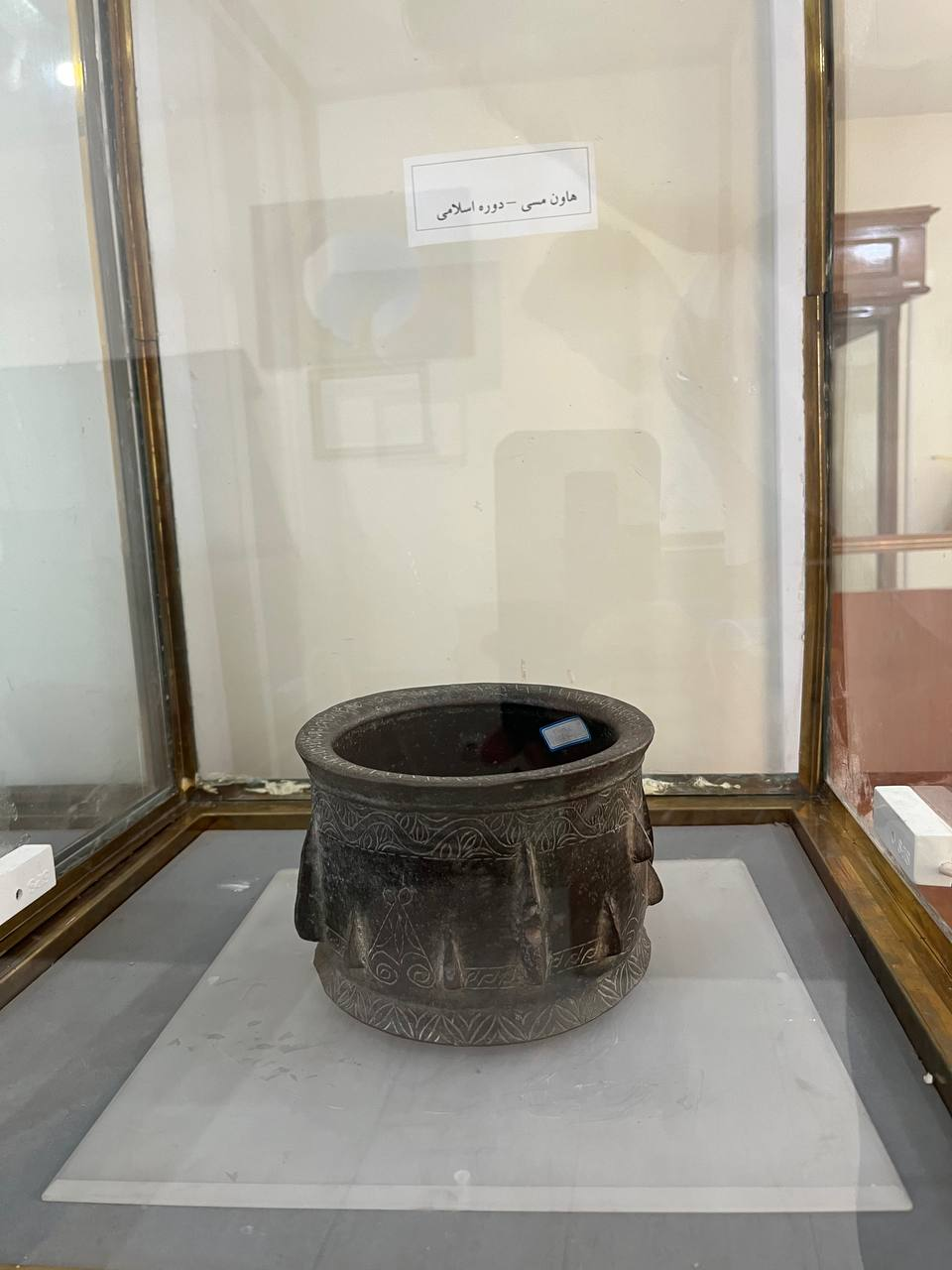
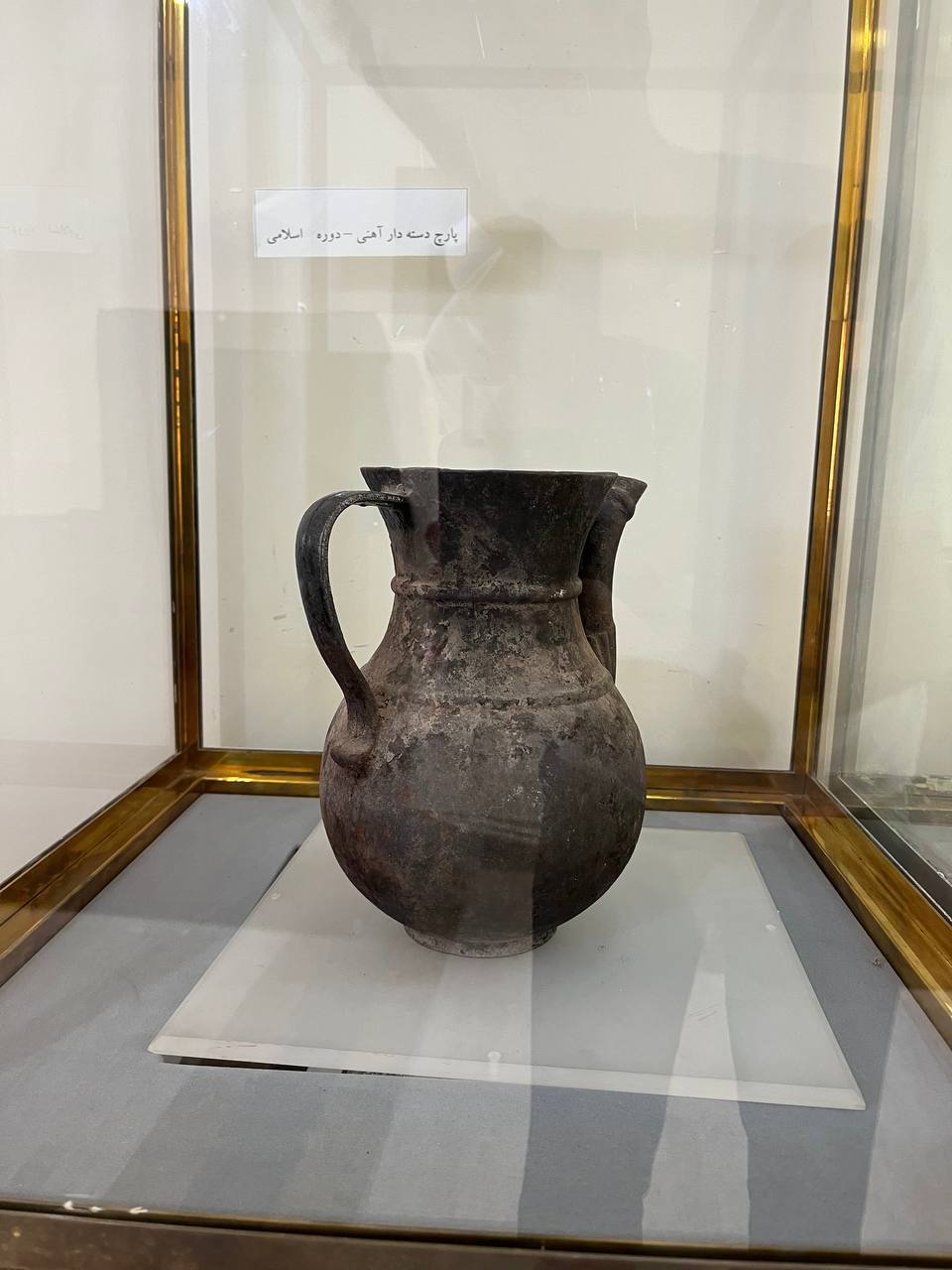
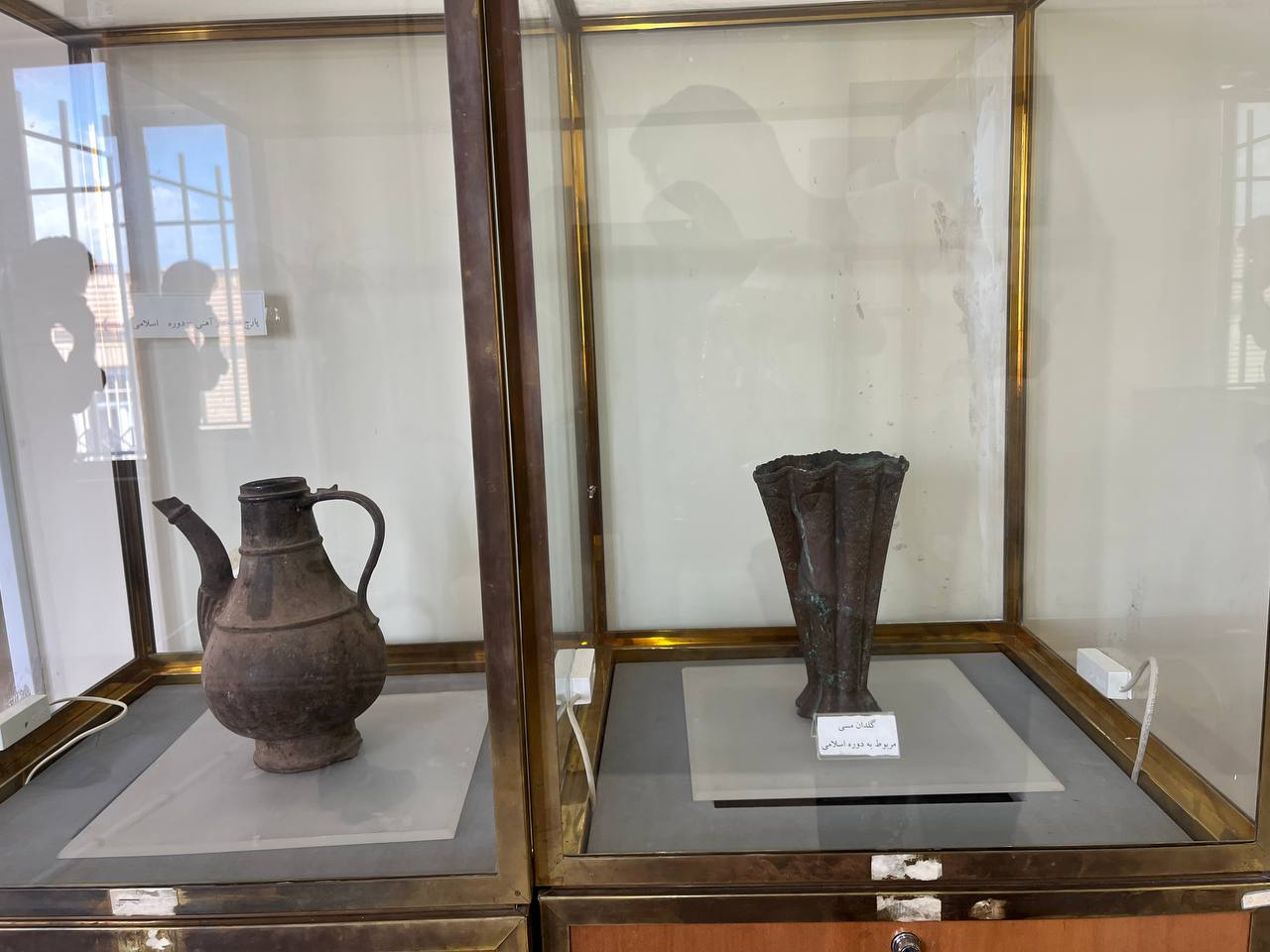
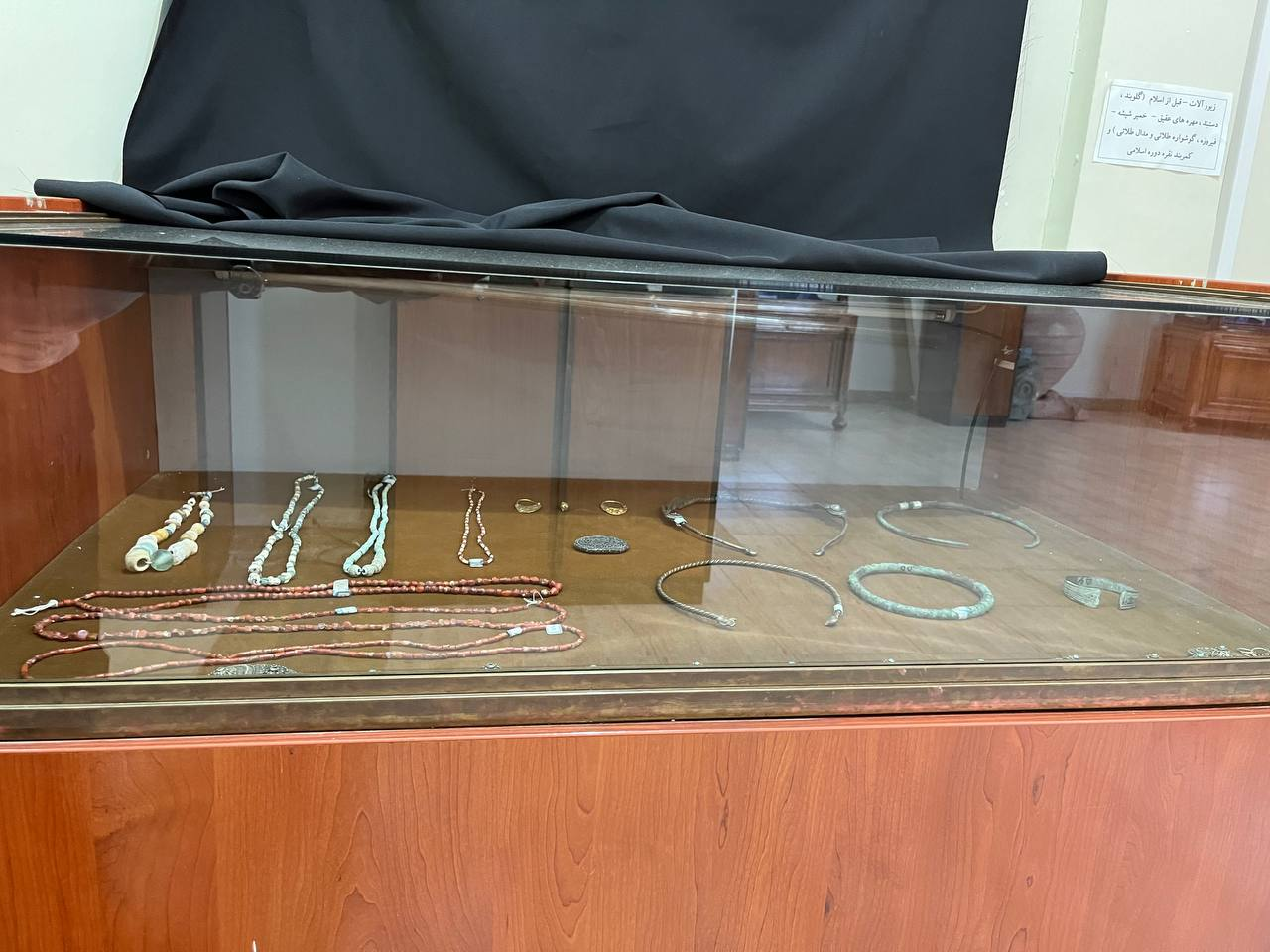
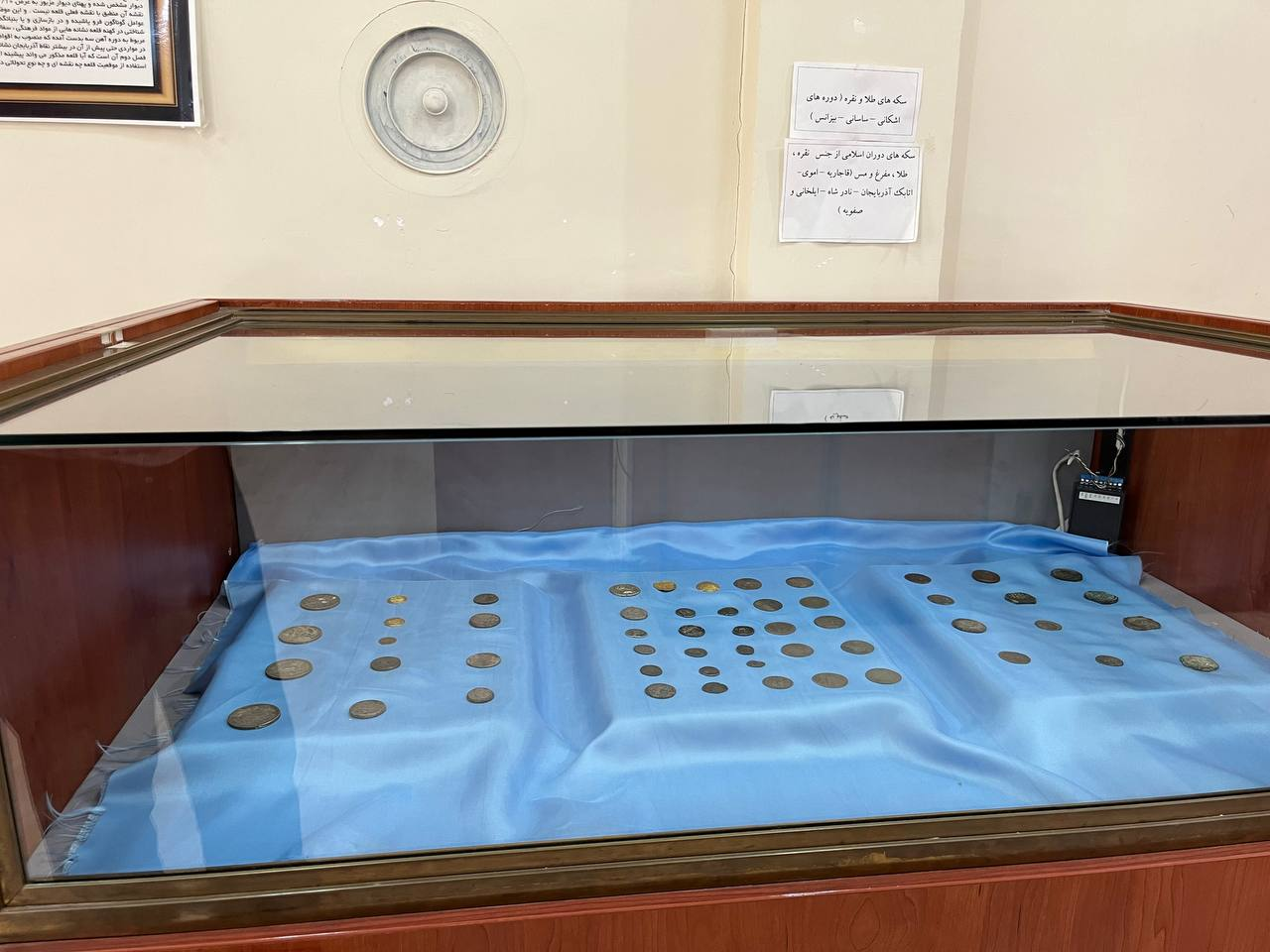
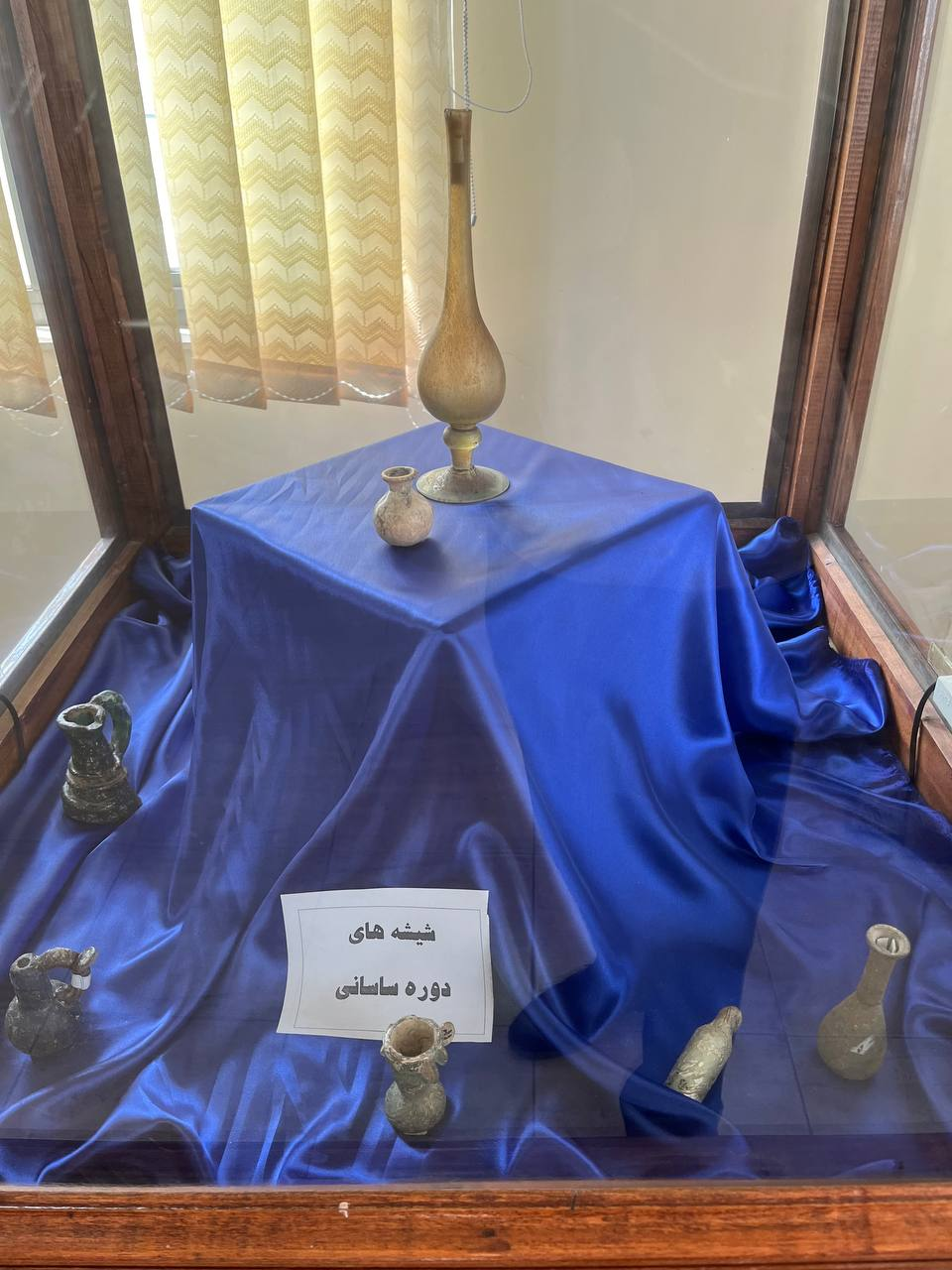
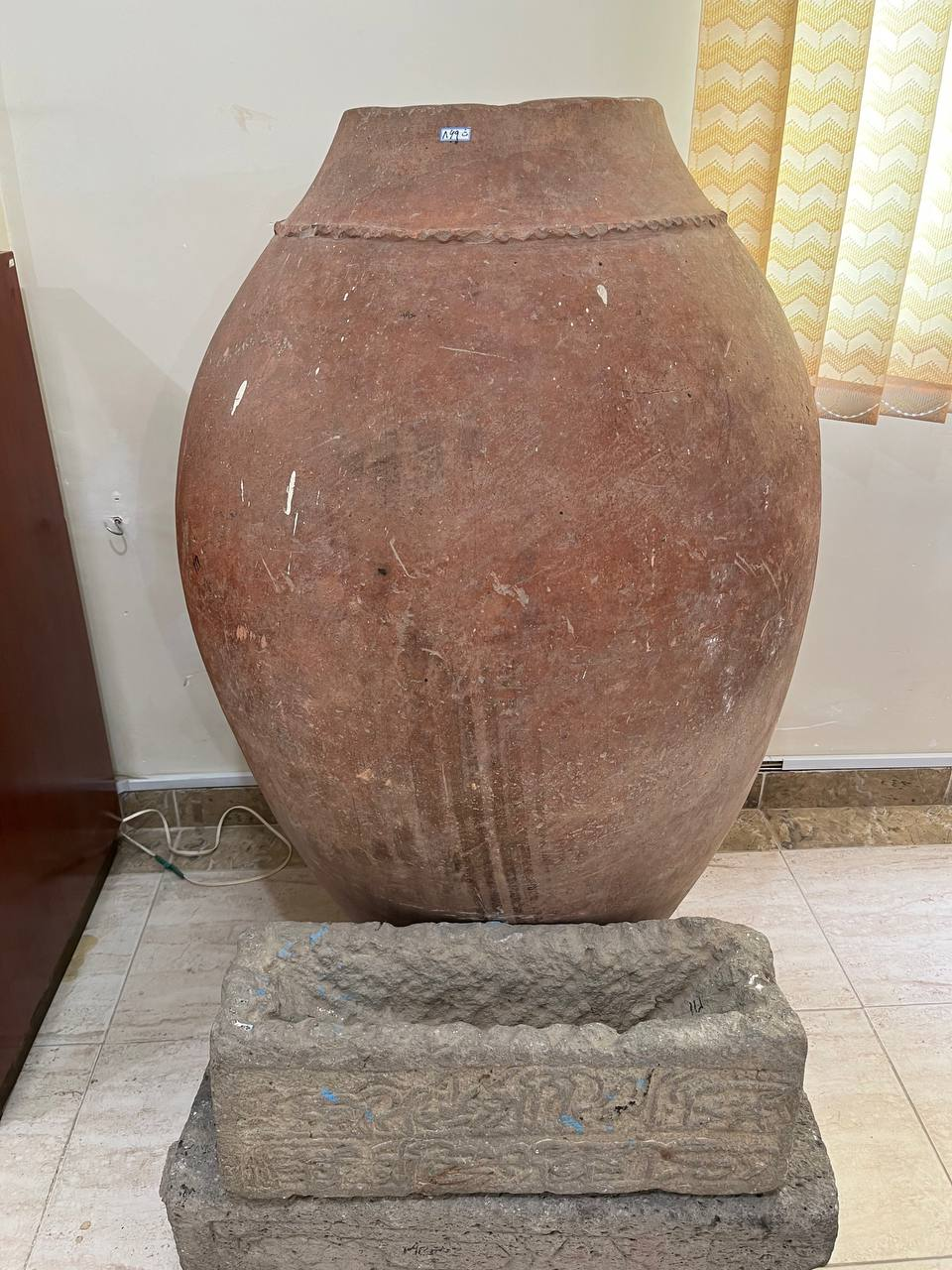
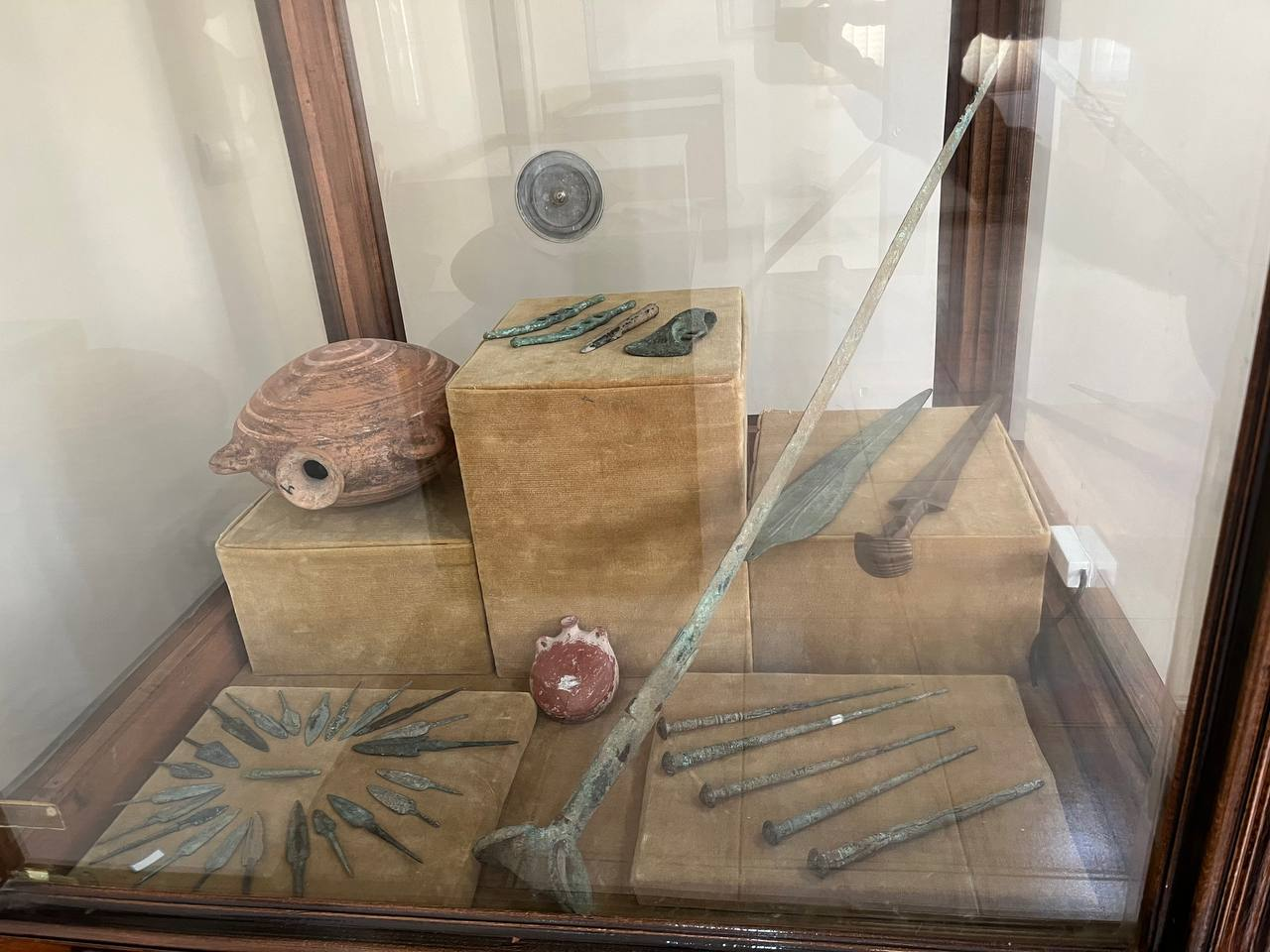
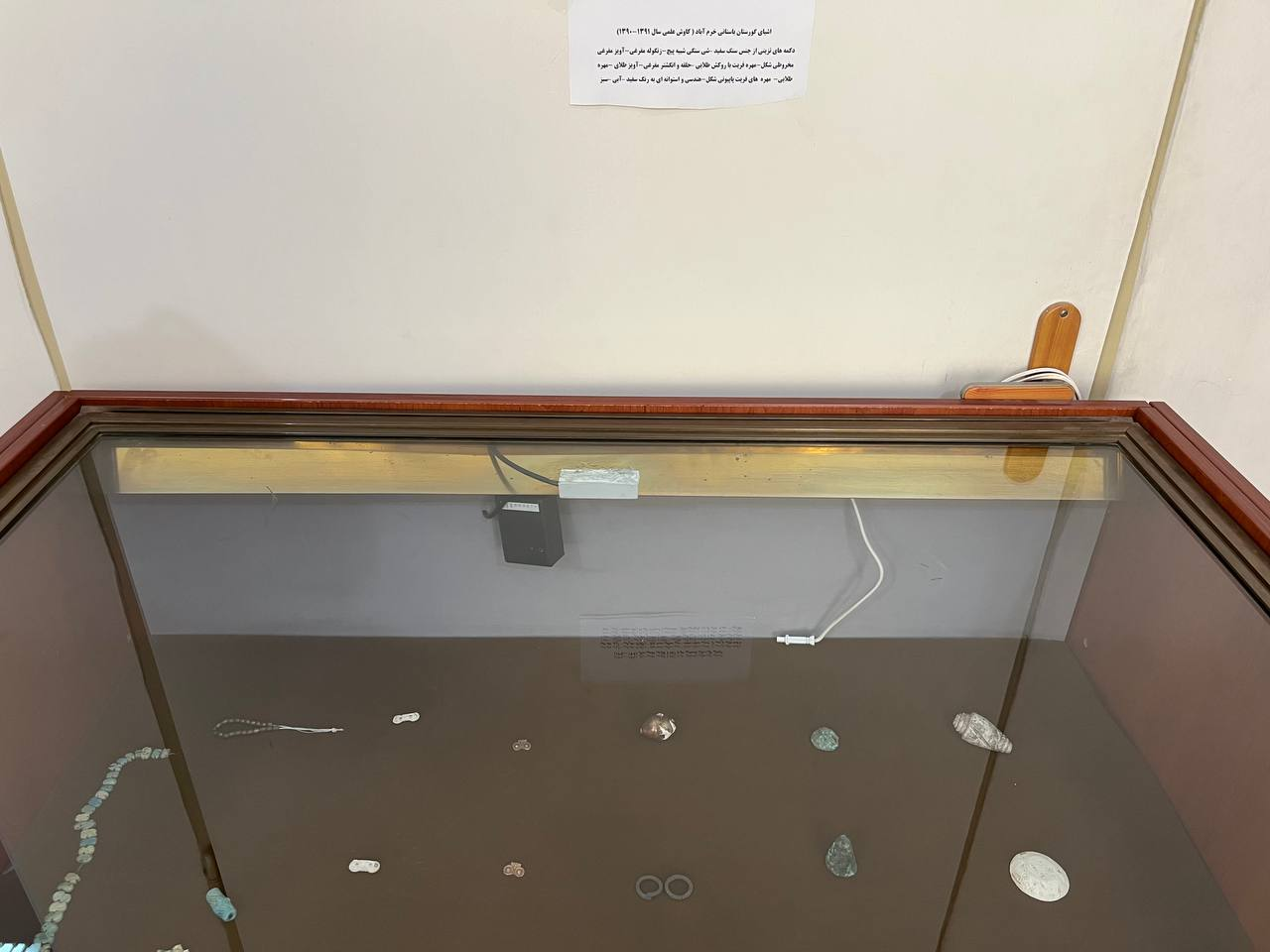
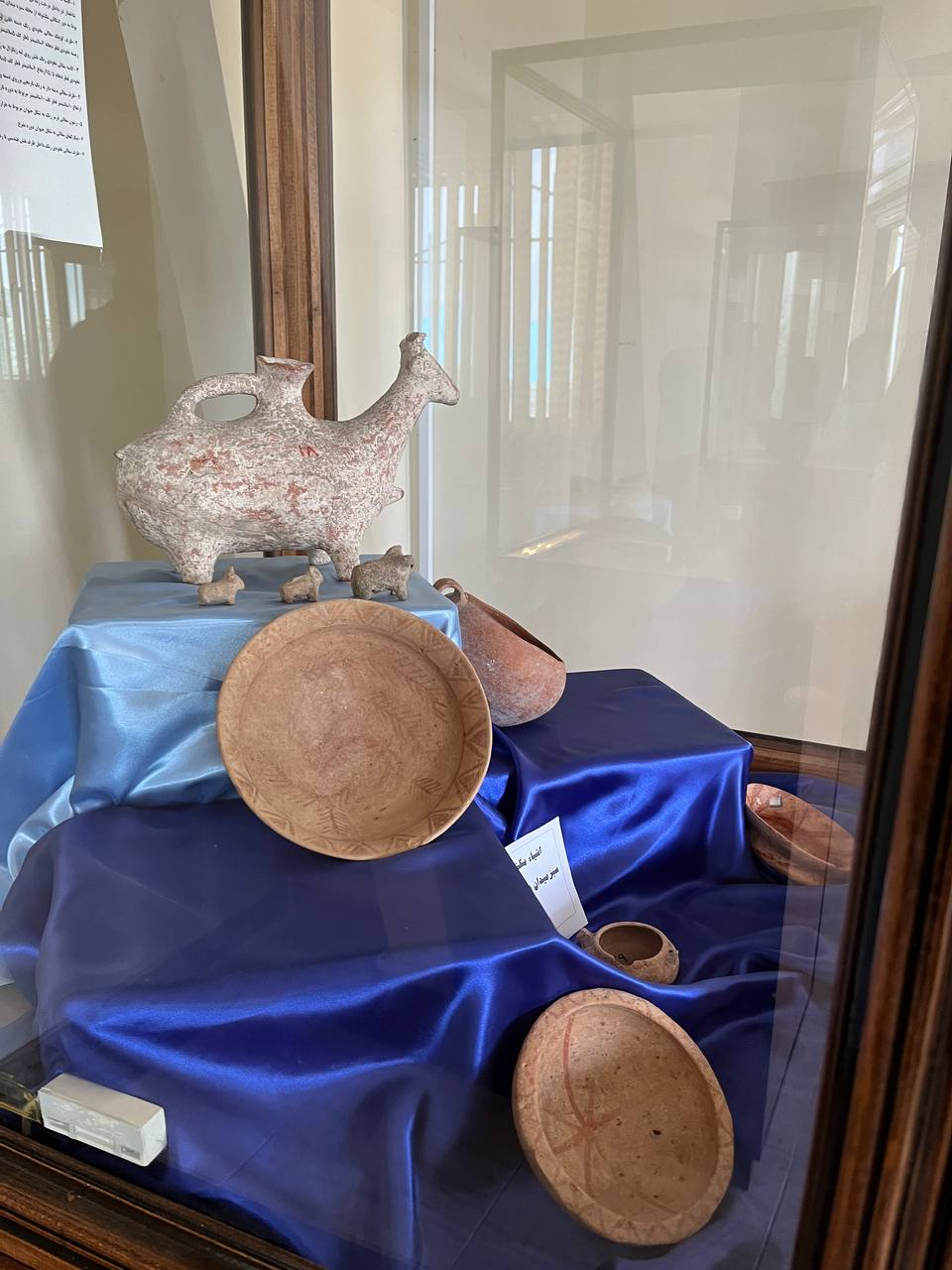